# Acrosemia dichorda
Acrosemia dichorda là một loài bướm đêm trong họ Geometridae.